# Rhamphomyia argentata
Rhamphomyia argentata är en tvåvingeart som beskrevs av Roder 1887. Rhamphomyia argentata ingår i släktet Rhamphomyia och familjen dansflugor. Inga underarter finns listade i Catalogue of Life.